# Elena Könz
Elena Könz, née le 21 septembre 1987 à Guarda, est une snowboardeuse suisse spécialisée dans les épreuves de slopestyle et de big air. 

## Biographie
Elena Könz commence le snowboard seulement lorsqu'elle est adolescente.
Elle débute en Coupe du monde en janvier 2013 et monte sur son premier podium un an plus tard à Copper Mountain en slopestyle, juste avant les Jeux olympiques de Sotchi. Lors des Jeux olympiques, elle se classe troisième des qualifications puis neuvième de la finale. En 2015, elle remporte son premier titre majeur an carrière en devenant championne du monde de big air à Kreischberg.

## Palmarès

### Jeux olympiques
| Édition/Discipline | Slopestyle |
| JO 2014 à Sotchi   | 9e         |

### Championnats du monde
| Édition/Discipline          | Slopestyle | Big Air |
| Mondiaux 2015 à Kreischberg | 18e        | Or      |

### Coupe du monde
- Meilleur classement freestyle : 18e en 2014.
- 1 podium.